# Xã Pittsford, Michigan
Xã Pittsford (tiếng Anh: Pittsford Township) là một xã thuộc quận Hillsdale, tiểu bang Michigan, Hoa Kỳ. Năm 2010, dân số của xã này là 1.603 người.